# Gabrius appendiculatus
Gabrius appendiculatus – gatunek chrząszcza z rodziny kusakowatych i podrodziny kusaków.

## Taksonomia
Gatunek ten został opisany w 1910 roku przez Davida Sharpa. Jako lokalizację typową wskazano „Anglię i Szkocję”. Wcześniej, w 1909 roku Edmund Reitter opisał ten sam takson jako aberrację Philonthus nigritulus a. subnigritulus. Epitet subnigritulus stanowił jednak nomen nudum do czasu wymienienia go w 1956 roku przez Aleša Smetanę w kombinacji Gabrius subnigritulus jako starszy synonim gatunku Gabrius appendiculatus – stąd zgodnie z zasadami Międzynarodowego kodeksu nomenklatury zoologicznej autorstwo epitetu przypisuje się Smetanie.

## Morfologia
Chrząszcz o wydłużonym ciele długości od 3,8 do 4,2 mm. Ubarwienie ma czarne z ciemnobrunatnymi podstawami czułków, głaszczkami i odnóżami z wyjątkiem zaczernionych goleni. Głowa jest smukła, niewiele dłuższa niż szersza. Czoło zaopatrzone jest w poprzeczny szereg czterech punktów, z których dwa środkowe wysunięte są ku przodowi w sposób niewyraźny. Skronie są 1,8 raza dłuższe od oczu i zwykle mają kształt zaokrąglony, rzadziej będąc lekko zwężonymi, Przedostatni człon czułków ma szerokość nie większą od długości. Przedplecze nie jest wyraźnie ku przodowi zwężone i ma rzędy grzbietowe zawierające sześć punktów. Pokrywy mają krawędź nasadową niewiele szerszą od przedplecza, a krawędzie boczne nie krótsze od niego. Tergity odwłoka drugi i trzeci mają niepunktowane pola pomiędzy liniami nasadowymi. U samca ósmy sternit odwłoka ma krawędź tylną szeroko wyciętą. U samicy dziesiąty tergit ma spiczasty wierzchołek.

## Ekologia i występowanie
Owad ten rozsiedlony jest od nizin po wysokie góry, gdzie dociera do piętra alpejskiego. Preferuje stanowiska wilgotne. Zasiedla torfowiska wysokie, mokradła, olsy, świerczyny, wilgotne polany leśne i łąki górskie, pobrzeża jezior, bajorek, rzek, strumieni, potoków i topniejących pól śnieżnych. Bytuje tam pod kamieniami, wśród mchów, w ściółce, pod napływkami i gnijącymi szczątkami roślinnymi. Owady dorosłe na zimowiska wybierać mogą siedliska suchsze, np. ściółkę borów sosnowych.
Gatunek o zasięgu pierwotnie palearktycznym, eurosyberyjskim, a współcześnie holarktyczny. W Europie znany jest m.in. z Wielkiej Brytanii, Francji, Belgii, Holandii, Niemiec, Austrii, Włoch, Danii, Szwecji, Norwegii, Finlandii, Polski, Czech, Słowacji, Węgier, Chorwacji, Grecji i europejskiej części Rosji. W Azji zamieszkuje Syberię. W nearktycznej Ameryce Północnej stwierdzono jego występowanie w kanadyjskich: Kolumbii Brytyjskiej, Ontario, Quebecu, Nowej Fundlandii i Labradorze oraz Nowym Brunszwiku.
W Polsce gatunek ten podawany jest z nielicznych stanowisk rozproszonych w różnych częściach kraju.